# 마쓰나가 미유
마쓰나가 미유(일본어: 松永 未夢, 2006년 6월 8일 ~ )는 일본의 여자 축구 선수이다.

## 구단 경력
2021년 WE리그의 닛테레 도쿄 베르디 벨레자에 입단하였다.

## 국가대표팀 경력
그녀는 2022년 FIFA U-17 여자 월드컵에 참가할 일본 U-17 국가대표팀에 발탁되었으며, 4경기에 출전했다. 2024년 FIFA U-20 여자 월드컵에 참가할 일본 U-20 국가대표팀에 발탁되었다. 7경기에 출전, 2득점을 기록했으며 준우승에 기여했다.